# Violet Aitken
Pour les articles homonymes, voir Aitken.
Violet Aitken (21 janvier 1886 - novembre 1987) est une suffragette britannique. 

## Biographie
Marion Violet Aitken naît et grandit à Bedford, où son père, William Aitken, est pasteur de l'église anglicane St Paul. Il est ensuite chanoine de la cathédrale de Norwich. Elle a une sœur, Rose, qui devient théosophe.  

### Activités suffragistes

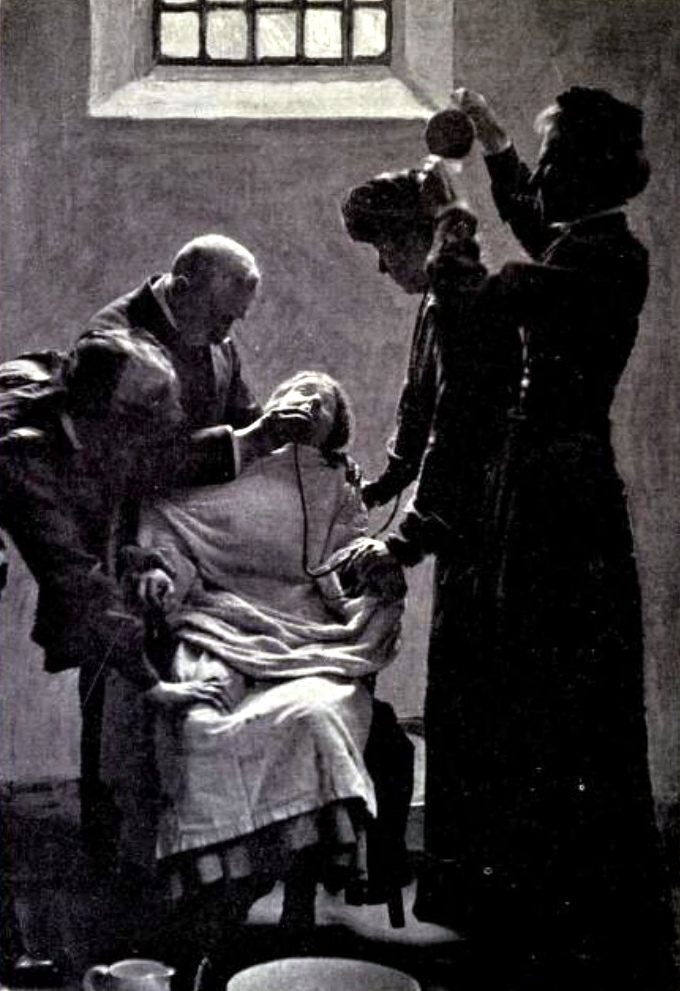
Alimentation forcée.

Aitken devient active dans le mouvement du suffrage féminin au sein de la Women's Social and Political Union (WSPU) des Pankhursts. En novembre 1911, elle tient la bride d'un cheval de police lors d'une manifestation de la WSPU, et est arrêtée et incarcérée à la prison de Holloway. Elle devient rédactrice en chef du magazine The Suffragette.
En mars 1912, elle est arrêtée en compagnie de Clara Giveen, pour avoir brisé douze fenêtres, occasionnant un dommage de 100 £, dans la boutique de vêtements Jay au 245, Regent Street à Londres.  
Elle est libérée en juin 1912, avant le terme d'une peine de quatre mois de prison qu'elle effectuait à la prison de Winson Green, où elle avait été transférée en raison de la surpopulation carcérale de la prison de Holloway. Au cours de sa détention, elle est alimentée de force après avoir entamé une grève de la faim. Aitken reçoit une Hunger Strike Medal « pour sa vaillance » de la WSPU. 
Ses parents sont peinés par sa participation à de violentes manifestations, comme son père l'écrit dans son journal, bien qu'il ait reconnu plus tard que les appels des femmes à être autorisées à voter n'étaient « après tout qu'un acte de justice ».

### Journalisme
Aitken envisageait de quitter le magazine The Suffragette pour se consacrer à une carrière littéraire, mais elle y renonce après la mort d'Emily Davison, qui s'était jetée sur la piste de l'hippodrome, considérant que ce serait une « désertion de la cause ».  
Elle meurt dans le Herefordshire en 1987, à l'âge de 101 ans.

### Postérité
Le musée de Londres possède une photo de Violet Aitken.  
Sa signature, accompagnée de la mention « Holloway Prison, 6th March 1912 », figure dans un cahier d'autographes proposé aux enchères en 2012.  
Son dossier de prison est conservé aux Archives nationales britanniques.